# چم‌نوزه
چم‌نوزه، روستایی از توابع بخش فیروزآباد شهرستان کرمانشاه در استان کرمانشاه ایران است.
این روستا در منطقه کوهستانی قرار دارد، و راه روستایی ان جاده خاکی می باشد.

## جمعیت
این روستا در دهستان سرفیروزآباد قرار دارد و بر پایه سرشماری مرکز آمار ایران در سال ۱۳۸۵، جمعیت آن ۲۷ نفر (۵خانوار) بوده‌است. جمعیت این روستا را مردم لک زبان بالاوند تشکیل می دهند . 

## عدم وجود امکانات در روستا
اهالی روستای چم‌نوزه از آب بهداشتی، گاز، برق و اینترنت بی‌بهره‌اند و به دلیل فقدان زیرساخت‌ها تلفن همراه نیز در آنجا به سختی آنتن دارد. جادۀ روستا به طول ۱۵ کیلومتر حتی برای تردد با موتورسیلت و تراکتور هم بسیار نامناسب است. مردم روستا برای دسترسی به شهر ناگزیر از عبور از رودخانۀ سیمره هستند و به دلیل فقدان پل، تردد تردد از رودخانه با تیوب، لاستیک، الاغ یا تراکتور صورت می‌گیرد که سبب بروز حوادث و حتی جان باختن تعدادی از ساکنان این روستا شده‌است.